# Ubbo-Emmius-Klinik – Klinik Norden
Die Ubbo-Emmius-Klinik – Klinik Norden ist ein ehemaliges Krankenhaus der Grund- und Regelversorgung und heutiges Gesundheitszentrum an der Osterstraße im Ortsteil Ekel in Norden, Ostfriesland. Es war Akademisches Lehrkrankenhaus der Medizinischen Hochschule Hannover. Klinikträger ist die Klinikgruppe Ubbo-Emmius-Klinik gGmbH.
Am 1. Juli 2023 wurde die Klinik geschlossen und in ein regionales Gesundheitszentrum umgewandelt, das tagsüber an Werktagen eine Notfallambulanz unterhält. Es formierte sich Widerstand dagegen.

## Geschichte

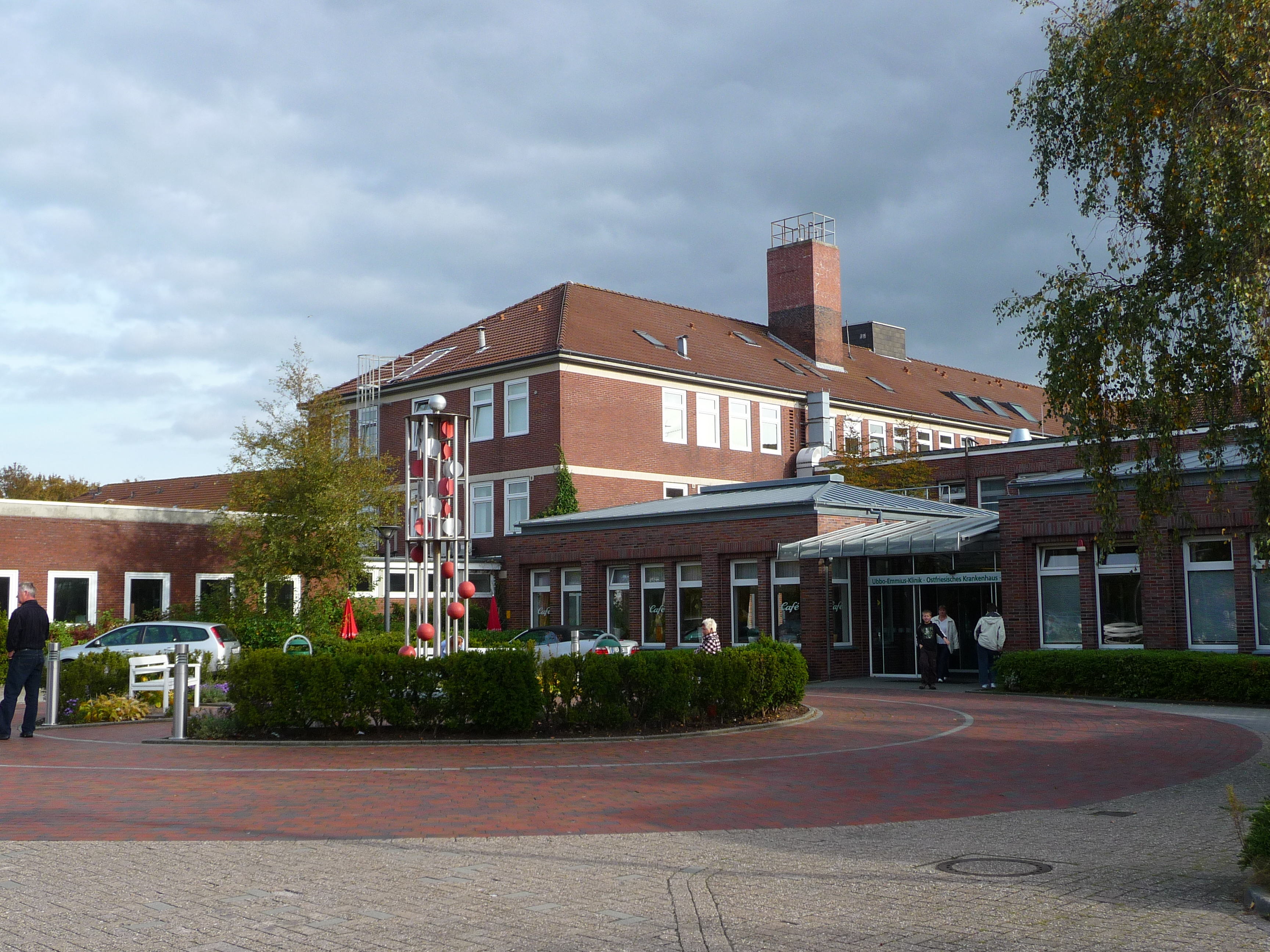
Haupteingang, 2009

Das Haus wurde 1966 in Betrieb genommen. Es ersetzte das ehemalige Kreiskrankenhaus des Landkreises Norden in Hage und das Städtische Krankenhaus in Norden. 2004 ging das Haus zusammen mit dem Kreiskrankenhaus Aurich in der Ubbo-Emmius-Klinik auf. 2005 erfolgte der Schritt in die rechtliche Selbstständigkeit. Namensgeber ist Ubbo Emmius, evangelisch-reformierter Theologe, Historiker, Pädagoge und Gründungsrektor der Universität Groningen (Niederlande).
2017 stand das Haus im Blickwinkel der Öffentlichkeit wegen eines Hochstaplers als Assistenzarzt in der psychiatrischen Abteilung.